# Luis Eduardo Mora-Osejo
Luis Eduardo Mora-Osejo (Túquerres, 7 de diciembre de 1931-Bogotá, 10 de marzo de 2004) fue un botánico colombiano.
Hizo su carrera en Ciencias Naturales por la Universidad Nacional de Colombia. Y su doctorado, desde 1954 a 1959 en la Universidad Johannes Gutenberg de Maguncia, Alemania, defendiendo su tesis sobre morfología comparada, ontogenia y adaptaciones de varias spp. de la familia Cyperaceae.
Hizo dos postdoctorados, uno en Harvard y en el Instituto Smithsoniano sobre la familia Gunneraceae, en 1968; y otro en Heidelberg sobre relación simbiótica entre Nostoc y Gunnera, en 1986.
Recorrió incansablemente el territorio colombiano, colectando flora; su herbario está depositado en el Herbario Nacional Colombiano.
Su tarea docente la compementó con la directriz: fue decano de la "Facultad de Ciencias Agrícolas" entre 1961 y 1965 y rector entre 1971 y 1972 de la Universidad de Nariño. Contribuyó a refundar la Facultad de Ciencias de la Universidad Nacional de Colombia y creó la Carrera de Biología en 1965. Esta última era impartida por el Departamento de Biología, que creó el mismo año, y el Instituto de Ciencias Naturales.
Fue miembro de la Sociedad linneana de Londres, fue representante de la comunidad científica colombiana, entre otros cargos, como miembro de la Academia Colombiana de Ciencias Exactas, Físicas y Naturales desde 1970, presidente de la misma de 1982 a 2002 e integrante del Consejo Nacional de Ciencia y Tecnología.

## Algunas obras
- Estudios morfológicos, autoecológicos y sistemáticos en angiospermas (1987);
- Estudios ecológicos del páramo y del bosque altoandino-cordillera Oriental de Colombia (1994);
- Contribuciones al estudio comparativo de la conductancia y de la transpiración foliar de especies de plantas del páramo (2001);
- Gunneraceae para la Flora Neotropica junto con Favio A. González y Natalia Pabón-Mora (2010).

- La abreviatura «L.E.Mora» se emplea para indicar a Luis Eduardo Mora-Osejo como autoridad en la descripción y clasificación científica de los vegetales.[1]

## Honor
Un colegio en San Juan de Pasto debe su nombre al botánico, a cuyo honor lo llamaran Luis Eduardo Mora-Osejo (LEMO), ubicado en el sur de la ciudad en la carrera 4 núm. 16-180, sector Potrerillo.